# Němčičky (ort i Tjeckien, lat 49,05, long 16,50)
Němčičky är en ort i Tjeckien.   Den ligger i regionen Södra Mähren, i den sydöstra delen av landet, 190 km sydost om huvudstaden Prag. Němčičky ligger 194 meter över havet och antalet invånare är 288.
Terrängen runt Němčičky är platt åt sydost, men åt nordväst är den kuperad. Runt Němčičky är det ganska tätbefolkat, med 120 invånare per kvadratkilometer. Närmaste större samhälle är Brno, 17,9 km norr om Němčičky. Trakten runt Němčičky består till största delen av jordbruksmark.